# Marijan Blejec
Marijan Blejec, slovenski matematik in statistik, * 28. februar 1919, Ljubljana, † 10. november 1992, Ljubljana.

## Življenje in delo
Na oddelku za matematiko ljubljanske Filozofske fakultete je  diplomiral leta 1941 in 1955 doktoriral na Ekonomski fakulteti v Beogradu z disertacijo Opšta teorija nepristranskih uzoraka. Najpej se je zaposlil na Statističnem uradu Republike Slovenije (1945-1948), nato pa je do upokojitve poučevalje statistiko na Ekonomski fakulteti v Ljubljani. Napisal je več učbenikov za strokovne in višje šole in pomembno prispeval k vzpostavitvi programa podiplomskega študija statistike na Fakulteti za matematiko in fiziko. Znan je tudi po tem, da je izdelal drugo popolno tablico umrljivosti za prebivalstvo Slovenije in vzorec za drugo ter do tedaj najobsežnejšo slovensko raziskavo javnega mnenja. Bil je tudi eden od ustanovnih članov Statističnega društva Slovenije. Leta 1982 je bil imenovan za zaslužnega profesorja ljubljanske univerze.
Njegova sinova sta Matjaž Blejec in Andrej Blejec (oba tudi statistika).